# Alexander Dinter

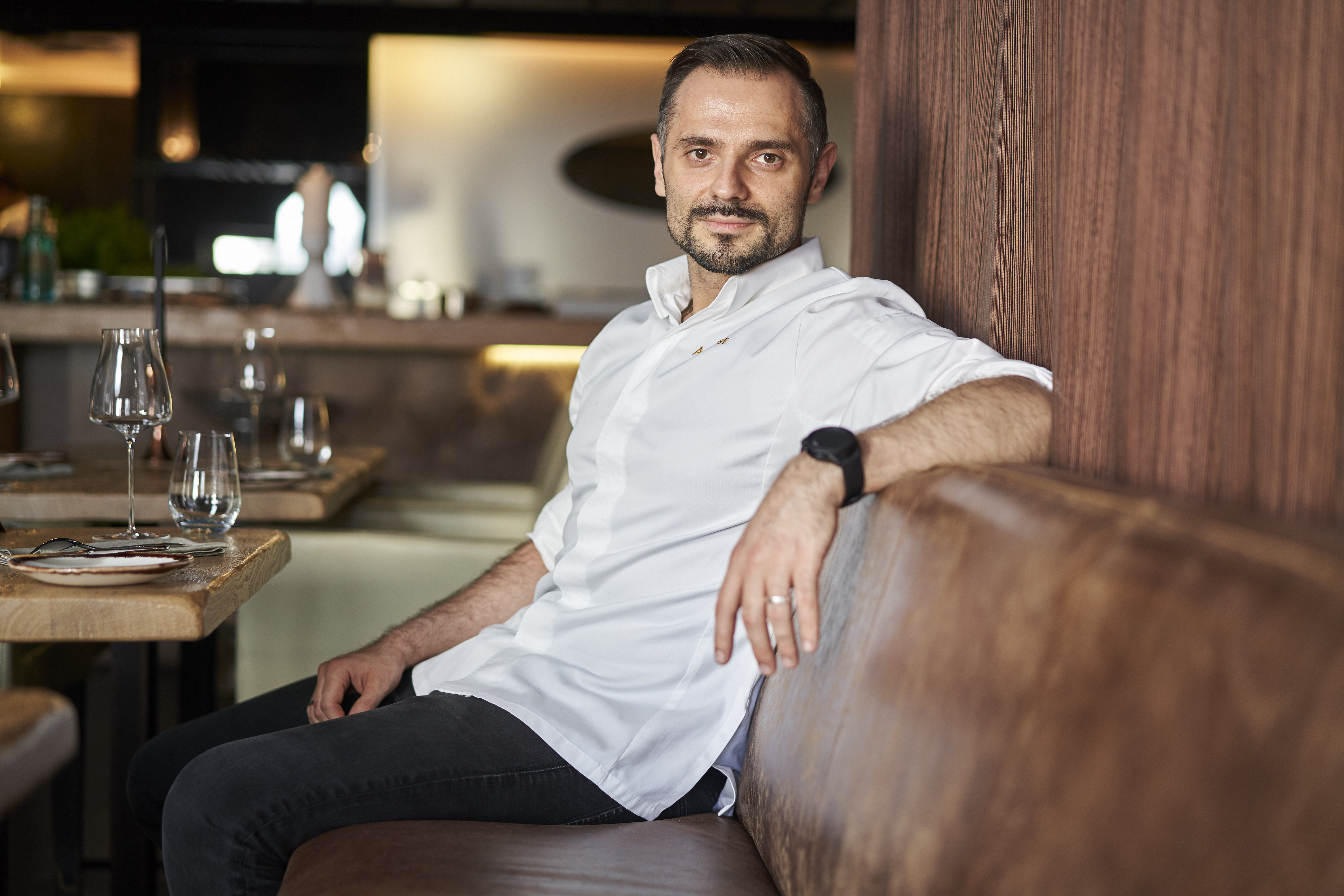
Alexander Dinter in 2019

Alexander Dinter (* 28. Dezember 1983 in Birkenfeld, Rheinland-Pfalz) ist ein deutscher Koch.

## Werdegang
Dinter arbeitete vierzehn Jahre im Hotel Stadt Tübingen. Seit 2011 ist er Küchenmeister. Ab 2014 arbeitete er bei Claudio Urru als Souschef im Restaurant 5 in Stuttgart.
2017 wurde er Küchenchef im Restaurant 5 in Stuttgart-Mitte, das weiter mit einem Michelinstern ausgezeichnet wurde. Im Juli 2025 musste das Restaurant 5 Insolvenz anmelden.
Er ist verheiratet und Vater einer Tochter.